# Scaccia

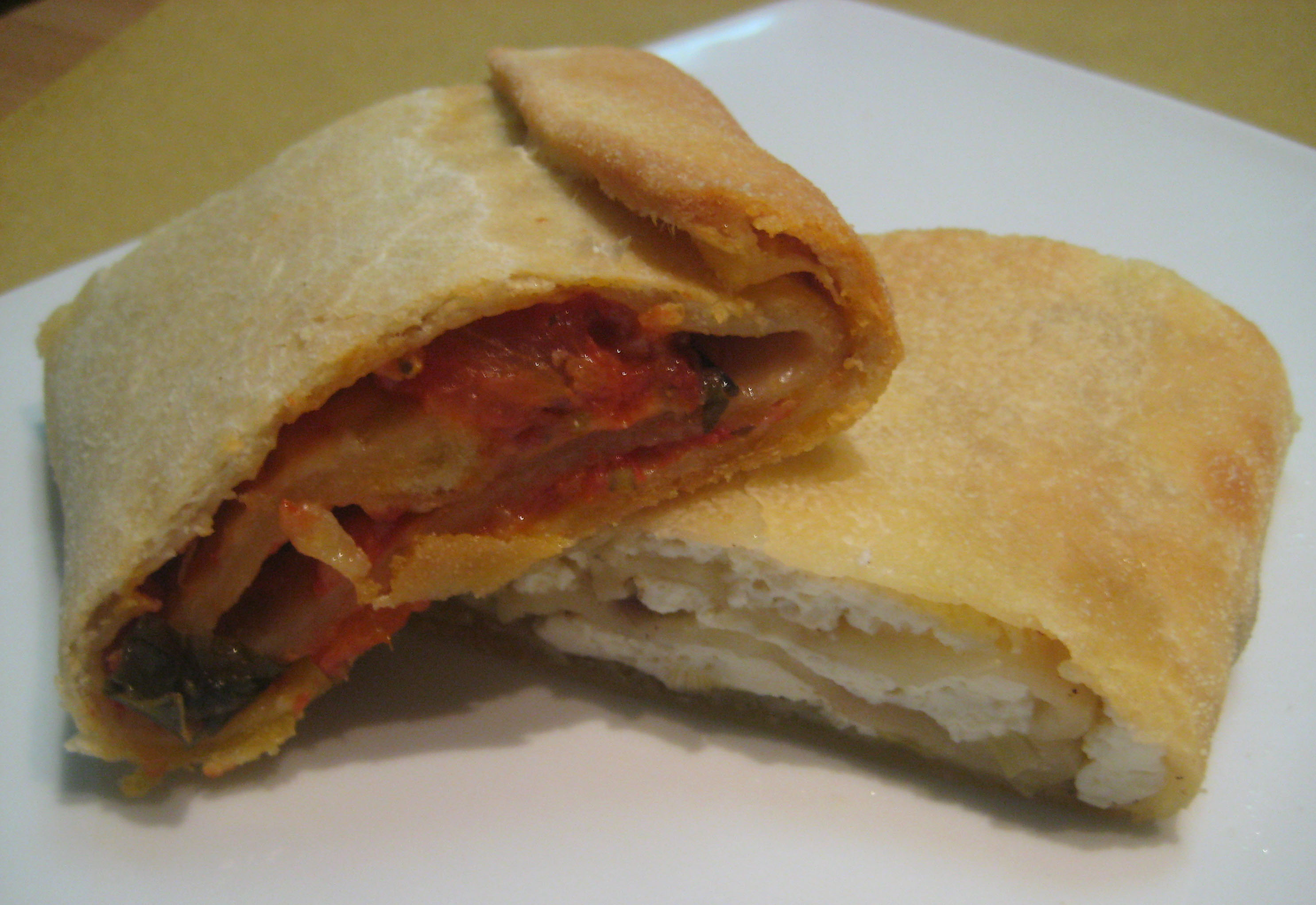
Esempio di scaccia, o scacciata, farcite con pomodoro e ricotta. Infatti le farcite usate sono variegate: dalle patate, alle cipolle, alle verdure, e persino la carne.

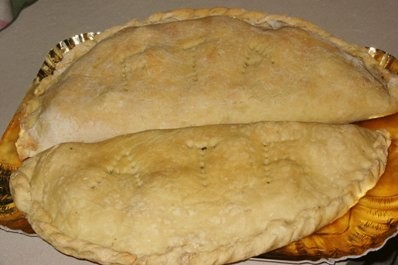
Altra variante della forma delle scacce siciliane.

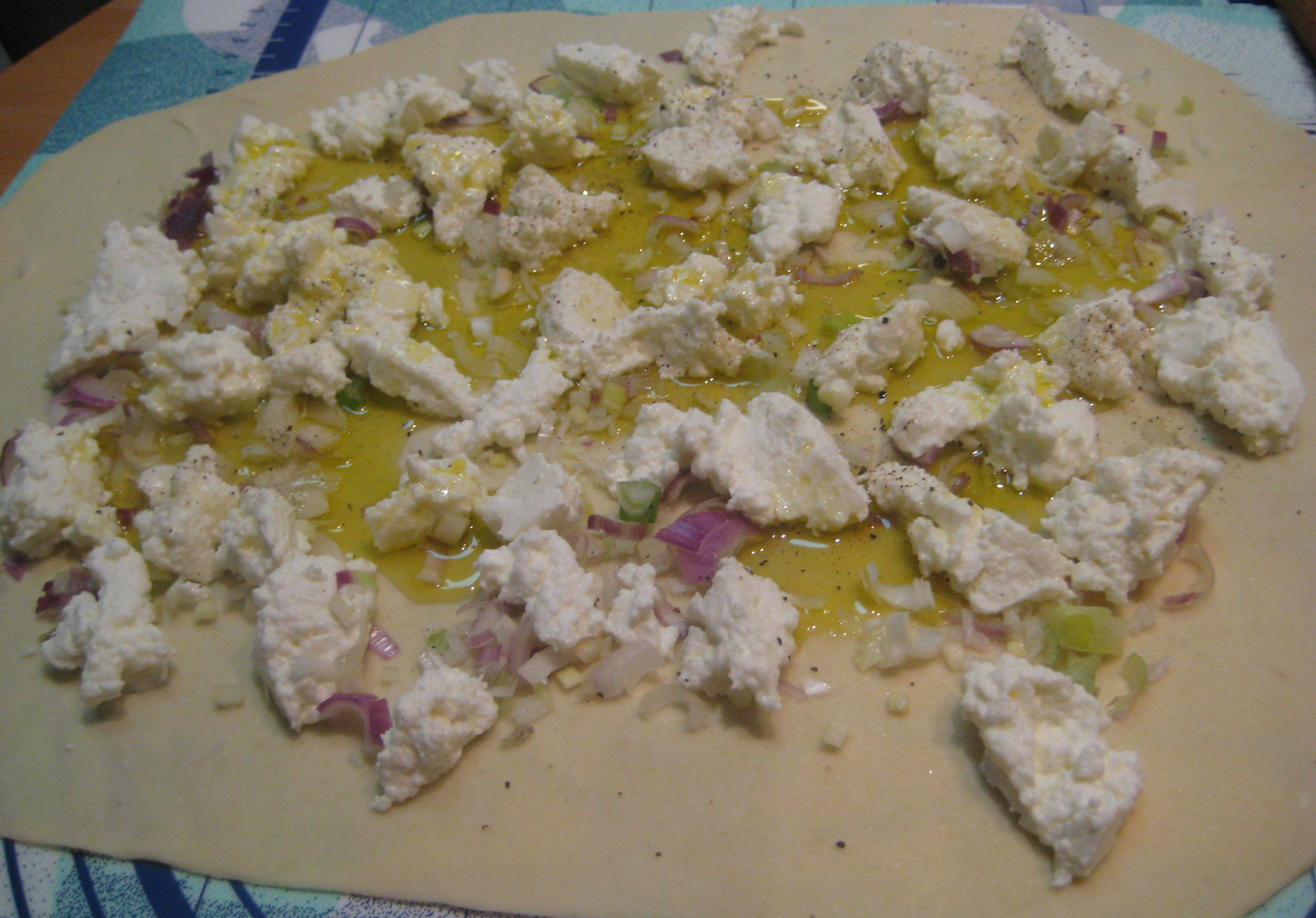
Il ripieno di una classica scaccia nel ragusano.

La scaccia, così chiamata nel ragusano, anche nota come impanata (in lingua siciliana mpanata) nel siracusano e nel nisseno, o come scacciata nel catanese, o come mbigliulata nell'agrigentino, è un prodotto da forno artigianale tipico siciliano, a base di pane che può essere farcito con salsa di pomodoro, verdura varia, broccoli, cavolfiori, melanzane, patate, formaggio (come ricotta, tuma o caciocavallo), salsiccia, gamberetti, olive nere, cipolla, fave, spinaci, baccalà.

## Storia
Il piatto nacque alla fine del XVII secolo come pietanza base delle tavole contadine. In Sicilia la ricetta venne tramandata ed ampliata in base alle voci culinarie del tempo. Nelle tavole rurali del Regno di Sicilia e poi delle Due Sicilie si sviluppò questo piatto semplice a base di pane, verdure e carne, spesso gli avanzi di una cena abbondante o di un pranzo ricorrente. Oltremodo si presentò nelle tavole siciliane agli inizi del XVIII secolo con la ricetta a base di verdure e patate. Raggiunse il suo successo quando lo stesso Moncada, principe di Paternò, nel 1763, lo volle sulla sua tavola nei festeggiamenti natalizi. Da allora la tradizione lo colloca come piatto natalizio, ma anche pasquale, con una ricetta tramandata da generazioni. Ad oggi la scaccia presenta una vasta diffusione nel territorio siciliano ed una significativa commercializzazione di tipo artigianale.

## Etimologia
La parola siciliana scaccia/scacciata significa semplicemente "schiacciata". Il nome alternativo impanata, in uso nel siracusano, potrebbe denunciare la derivazione dall'empanada spagnola-argentina. Nel ragusano, invece, la mpanata individua peculiarmente una preparazione di forma circolare, farcita prettamente con carne di agnello o di pollo.

## La qualità
In base alla ricetta, la scaccia deve avere forma e colore adeguati, deve risultare bronzea alla cottura, a ripieno compatto, asciutto e morbido. L'aggiunta del sale e di alcune spezie (pepe nero, cannella e curry) è facoltativa, mentre sono quasi sempre presenti verdure, tipicamente broccoli e cavolfiori freschi delle zone etnee. Il tipo di cottura determina la qualità del prodotto, che se cotto in forno a legna assume le sue caratteristiche tradizionali, mentre la cottura in forno elettrico risulta meno efficace nell'esaltarne i sapori, seppur non ne pregiudichi la riuscita.

## Descrizione e varianti
Il corpo della scaccia consiste in una base di pasta di pane lievitata, distesa in una teglia ovale, che viene poi riempita con broccoli, cavolfiori, patate, carne speziata (salsiccia o brasato) e formaggi (tuma). Con questo si riempie la base circolare fino ai bordi e si ricopre il tutto con uno strato di pasta di pane. Lo strato esterno viene bagnato con tuorlo d'uovo o olio extra vergine d'oliva per conferirgli l'aspetto bronzeo alla cottura. Ad evitare bolle d'aria, la pasta esterna viene forata con uno strumento adatto. Si mette in forno fino a cottura, fino a quando non assume l'aspetto bronzeo e infine si lascia raffreddare per mezz'ora circa, venendo poi porzionata e servita in tavola.
I segni di riconoscimento della scaccia sono la sua forma ed il suo aspetto, che debbono essere rispettivamente ovale [ma ne esistono varianti di forma rettangolare o a semiluna (a scappuzza in siciliano, ovvero a forma di piccola scarpa)] la prima e di colore bronzeo-dorato il secondo. Al forno deve avere un ottimo profumo, non presentare bolle esterne, bruciature, zone poco cotte, strati eccessivi di pasta.
Nel ragusano la scaccia assume la forma rettangolare; il lato corto, prima dell'infornata, viene chiuso con la pressione delle dita della mano, questa tecnica di chiusura viene chiamata "djiru" o "rieficu". Il risultato finale è una sorta di treccia o elicoide che percorre la parte che è stata chiusa. Si predilige inoltre la ricotta all'interno della scaccia e la si abbina alla cipolla, alle verdure o alla salsiccia; si usa spesso anche il pomodoro e lo si abbina con le acciughe salate e prezzemolo.
Nel siracusano si è soliti farcirle con le patate, con la salsiccia, il formaggio, o con verdure come la bieta, quest'ultima è nota come mpanata câ jiti.
Nel catanese, invece, si prediligono cipolle, patate, salsiccia, formaggi (tuma), acciughe, e verdure come cavolfiori, broccoli o caliceddi.
Caratteristiche salienti del processo di produzione della scaccia sono le teglie in cui viene cotta. Veniva cotta, fino agli inizi del secolo in teglie ovali di terracotta con ovvi problemi. Queste vennero poi abbandonate per le teglie in acciaio di forma rettangolare e poi ovale, molto igieniche e durature nel tempo.

## Consumo
La scaccia viene consumata in prevalenza nel periodo natalizio. La preparazione artigiana massiva subentra alla tradizione, e la si ritrova in tavola anche quotidianamente vista la sua commercializzazione. Ad oggi fa parte dell'uso quotidiano e la si ritrova porzionata come "tavola calda". Considerando il consumo pro capite, su un campione di 20.000 è dell'80%, con una proporzione di uno su due nel periodo natalizio.

## Eventuali varianti
Ammesse le varianti con ripieni a base di uova, con quelli a base di spinaci, oppure di zucchine ed anche con sedano e rucola. Le varianti della pasta consistono nella pasta sfoglia, o nella pasta per pizza lievitata, mentre è sconsigliato l'uso della pasta frolla.